# 꽂을대

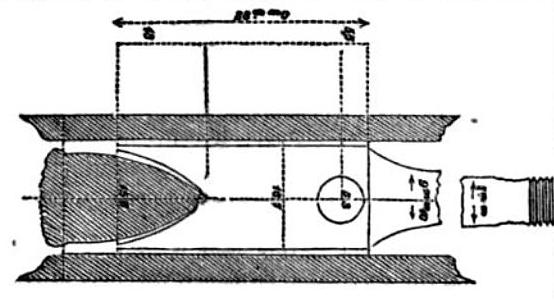
19세기에 투베넹 대 소총이나 미니에 소총에 쓰인 원뿔기둥 모양 총알에 사용한 납작머리 꽂을대.

꽂을대는 초기 화기에 추진제(주로 화약)에 닿도록 추진체를 밀어넣는 데 사용하던 금속이나 나무로 만들어진 장비이다. 꽂을대는 머스킷이나 포(砲) 같은  전장식 무기에 사용하였고, 보통 총열 아래의 홈에 보관하였다.
총열 안에서 꼭 맞게 들어가지 않던 총알은 종종 종이 뭉치 때문에 걸렸지만, 다른 방법으로 총알을 잘 장전시키기 위해 총열 뒷쪽으로 꽂을대질하는 것은 필수적이었다. 꽂을대질은 불발을 막고 제대로 폭발시키기 위해 화약을 다져넣는 데도 필요하였다.
꽂을대는 화기를 청소하거나 총알을 재장전하는 등 여러 작업을 하는 도구로 사용할 수도 있었다.
초기 권총은 머스킷처럼 장전했는데, 탄창의 각 약실에서 넘쳤으며, 총알은 짜내기도 했다. 일부 권총은 구조 상 꽂을대질이 되는 방식을 가지기도 했다. 사용자는 피스톨의 총열 아래에 있는 손잡이를 당겨, 정렬된 약실 안으로 밀어 넣었다.